# NGC 3917
NGC 3917 ist eine Spiralgalaxie vom Hubble-Typ Sc im Sternbild Großer Bär am Nordsternhimmel. Sie ist schätzungsweise 46 Millionen Lichtjahre von der Milchstraße entfernt.
Das Objekt wurde am 17. März 1790 von dem Astronomen Wilhelm Herschel entdeckt.